# 死神を食べた少女
『死神を食べた少女』 （しにがみをたべたしょうじょ） は、七沢またり（連載当時はにんぽっぽ名義）による小説作品。

## 概要
版権作品の二次小説を執筆していた著者にとって初のオリジナル作品。インターネット上の『小説家になろう』にて2012年3月7日より連載開始され、同年7月8日に完結。最終話の後書きで書籍化が告知され、同年12月15日にエンターブレインよりWEB掲載分に加筆修正がなされた上下巻が発売された。本編完結後も『小説家になろう』連載分の掲載は続けられており、書籍未収録の外伝が3話分発表されている。

## 物語
ムンドノーヴォ大陸において勃発した、ユーズ王国とそれに仇名す王都解放軍が繰り広げる血に塗れた内乱。王都解放軍が物資調達を目論み襲撃した農村に住んでいた少女シェラは、解放軍の兵士に殺されそうになった際、男に憑りついた『死神』の姿を見る。食欲に突き動かされ『死神』を喰らったシェラは解放軍への復讐、美味い物を沢山食べるため、そして「三つ目の願い」を叶える為に王国軍に参加する。解放軍や帝国の将兵の首を討ち取り次々と功績を重ねるシェラだったが、彼女の活躍とは裏腹に王国は敗戦を重ね、やがて内部抗争により衰退の一途を辿ってゆく。

## 登場人物

### ユーズ王国軍
シェラ・ザード
主人公。年齢は16歳前後。最終的な階級は大佐。ユーズ王国のとある農村出身で、生まれつき体が弱かった為に家族からも疎まれ満足に食事できない生活をしていたが、解放軍による略奪で村を滅ぼされた際に兵士に憑りついた死神を食べたことで力を得、解放軍への復讐と美味い食事、そして「三つ目の願い」を叶えるために王国軍に参加する。
自身が食った死神が落とした鎌をそのまま得物とし、戦場では敵兵士を容赦なく切裂いて屠る。ザード姓は戦死したジラ・ザードの姓をヤルダーが遺族から買い取って与えたもの。
名前の由来は浅田次郎の小説『シェエラザード』。
カタリナ・ヌベス
シダモがシェラに付けた副官の一人。最終的な階級は中尉。死者の屍骸を操り兵器とする死霊術の使い手。
ヤルダー・ゲール
王国軍大将。第三軍軍団長を務める山賊を思わせる風貌の男性。勇猛さを兼ね備えた将兵で、短気な側面もあったがそれ故の敗北を機に自省する。シェラの後見人的な立場を務める。
シダモ・アート
王国軍大佐。第三軍筆頭参謀。没落したアート家の出身で、一族の再興を望んでいる。自由奔放なシェラに悩ませられつつも、彼女の実力を高く評価している。

### 王都解放軍
アルツーラ・ユーズ・ユニカフェ
解放軍の総大将を務める若き姫君。ユーズ王国の後継者争いで父を暗殺された過去を持ち、キーランド帝国に担ぎ出されて指揮官となる。清廉潔白な人柄だが、それ故に現実の裏の側面に疎い。
ユリウス・キーランド
解放軍副将を務める、キーランド帝国第二皇子。内心では帝国よりもアルツーラへの想いが強い。
WEB連載版では名前はアラン・キーランドだったが、書籍化に伴い「ア」から始まる人物が多いという理由で変更された。
ディーナー
解放軍軍師。その名前は偽名であり、過去に王国軍の諜報員時代に命を軽んじられた事に対する復讐のために解放軍の設立を働きかけた。悪辣な性格の戦略家。
決して豊かではない解放軍の物資調達の為、アルツーラも知らない独自の諜報隊に近隣農村への略奪を行わせており、結果的にシェラが戦争に参加する原因を作った張本人。
ヴァンダー・ハーフェズ
元王国軍。最終的な階級は少佐。当初はシェラの副官だったが、解放軍の少年兵をシェラが討った事で離反。ディーナーの片腕的な立場となるが、そこでも汚れ役を担う事となる。

## 用語
死神
欲や野心の強い人間がそれを成し遂げられずに死を迎える際に現れ、魂を直接奪おうとする魔物。物語冒頭で解放軍兵士に憑りついてシェラを狙ったが、逆に彼女の反撃を受けて食われてしまった。
死神の大鎌
元は死神の所持物だが、持ち主が食われた後はシェラの得物となる。凄まじい重量を持ち、人間では死神を食べた者、もしくは死神に憑かれた者にしか扱えない。
魔道地雷
キーランド帝国が開発した新兵器。外観は人間の子供程度の大きさをした鉄筒だが、膨大な魔力が封じられており、魔術師の詠唱もしくは何らかの物理的衝撃によって起爆する。
作者の次作『勇者、或いは化け物と呼ばれた少女』では、魔道地雷の原型と思しき兵器を開発した魔術師が登場している。

## 書籍情報
特定の書店では、購入時に先着特典としてショートストーリーペーパーが付属した。
1. 死神を食べた少女 上（2012年12月15日発売、エンターブレイン、ISBN 978-4047284579）
2. 死神を食べた少女 下（2012年12月15日発売、エンターブレイン、ISBN 978-4047284586）

## 関連作品
『職業は何を? 勇者です。』
七沢またりが本作以前に『小説家になろう』にじファンで連載した『ドラゴンクエストIII そして伝説へ…』の二次創作小説。原作の物語や要素を作者独自の解釈で描いている。
同作に登場する一部のオリジナル登場人物、並びに地名の設定が『死神を食べた少女』でも用いられており、カタリナやシダモと関連の深い人物も登場している。
にじファンの閉鎖で2012年7月に削除されたが、PDFファイルが作者の手により公開されている。
『勇者、或いは化け物と呼ばれた少女』
七沢またりが『小説家になろう』で連載した小説作品。2013年2月24日から連載開始、同年10月19日に完結。
上記の『職業は何を? 勇者です。』から版権作品の二次創作要素を削除した上で書き直し、オリジナル作品として再構成した。『死神を食べた少女』との関連は変わらず（作者曰く「約10年前」）、若き日のヤルダーとシダモが登場するなど、同作で扱われた要素に繋がる描写が挿入されている。
『火輪を抱いた少女』
七沢またりが『小説家になろう』で連載した小説作品。2014年12月20日から連載開始、2015年2月15日に完結。
『死神を食べた少女』と世界設定を共有しており、本作の結末からおよそ十年後の別大陸が舞台。